# 生物の分類
生物の分類（せいぶつのぶんるい）では、生物を統一的に分類する方法を説明する。分類学、学名、Category:分類学、ウィキスピーシーズも参照のこと。

## 概説
知られている生物の種にはそれぞれ学名（属名＋種小名または属名＋種形容語）がつけられる。学名の前半は属名で、属とはごく類縁関係が近い種をまとめたものである。これらを分類してその分類グループにも学名をつけることが行われている。さらにこの分類を階層的に（小分類 >中分類 >大分類など）体系付けすることで、いろいろな生物グループ同士の類縁関係、ひいては進化の系譜を明らかにしようとする。
分類学は、それぞれの時代において、その当時までに判明した情報に基づいてできるだけ納得の出来るような分類の体系を模索し続けてきた。リンネの時代には形態を中心に、顕微鏡が使われるようになればそこから得られる情報をも利用し、生化学が発達すれば色素なども利用し、常にできるだけ納得のいく体系が探し求められた。そのため、分類体系は時代と共に変化しつつ、次第に正しい姿に近づいているものと考えられる。20世紀末には遺伝子そのものを参照する分子遺伝学の手法が取り入れられ、多くの分類群において大きな見直しが迫られている。したがって、このような体系は今後も変更を余儀なくされることがままあるはずである。

## 現代的な系統分類について
生物に関する科学的知見が蓄積されるにつれ、生物の分類は何度も修正されたが、特に20世紀末の分子系統解析の成果により、大きな修正が図られた。本節ではこの分子系統学の成果に基づいた現代的な系統分類について述べる。

### エオサイト説
生物全体を細菌の系統とアーキア（古細菌）の系統に分け、そのうち古細菌から真核生物が進化したとする説が有力になりつつある（広い意味でのエオサイト説、2分岐説）。古細菌の中でもアスガルド古細菌から進化した事が分子系統解析から示唆されている。アスガルド古細菌は膜輸送系など後天的な特徴に関しても真核生物と多くの類似性を有する。

| アスガルド古細菌 | \| \| 真核生物 \| \| \| \| \| \| その他のアスガルド古細菌（側系統） \| \| \| \| |
|                  | \| \| 真核生物 \| \| \| \| \| \| その他のアスガルド古細菌（側系統） \| \| \| \| |
|                  | その他の古細菌（側系統）                                                        |
|                  |                                                                                 |
|                  | 真核生物                                                                        |
|                  |                                                                                 |
|                  | その他のアスガルド古細菌（側系統）                                              |
|                  |                                                                                 |

|  | 真核生物                           |
|  |                                    |
|  | その他のアスガルド古細菌（側系統） |
|  |                                    |

| アスガルド古細菌 | \| \| 真核生物 \| \| \| \| \| \| その他のアスガルド古細菌（側系統） \| \| \| \| |
|                  | \| \| 真核生物 \| \| \| \| \| \| その他のアスガルド古細菌（側系統） \| \| \| \| |
|                  | その他の古細菌（側系統）                                                        |
|                  |                                                                                 |
|                  | 真核生物                                                                        |
|                  |                                                                                 |
|                  | その他のアスガルド古細菌（側系統）                                              |
|                  |                                                                                 |

|  | 真核生物                           |
|  |                                    |
|  | その他のアスガルド古細菌（側系統） |
|  |                                    |

### 従来の分類との関係
過去に提唱された生物の分類の枠組みと3ドメイン説の関係を簡略化して以下に示す。

なお、エオサイト説・2分岐説においても真核生物という分類群が解体されるわけではない。
| 2界説           | 3界説             | 5界説                 | 6界説             | 3ドメイン説                                                                   | エオサイト説             | 具体例                   |
| リンネ (1735年) | ヘッケル (1866年) | ホイッタカー (1969年) | ウーズ (1977年)   | ウーズ (1990年)                                                               | レイクら (1984年)        | 具体例                   |
| --------------- | ----------------- | --------------------- | ----------------- | ----------------------------------------------------------------------------- | ------------------------ | ------------------------ |
|                 | 原生生物界        | モネラ界              | 真正細菌界        | 細菌                                                                          | 細菌                     | 大腸菌、放線菌、藍色細菌 |
| 古細菌界        | 原生生物界        | モネラ界              | アーキア (古細菌) | アーキア ただし真核生物は古細菌から分岐したもので、１行目以外が真核生物に対応 | メタン生成菌、好熱好酸菌 |                          |
| 原生生物界      | 原生生物界        | 原生生物界            | 真核生物          | アーキア ただし真核生物は古細菌から分岐したもので、１行目以外が真核生物に対応 | 藻類、原生動物、変形菌類 |                          |
| 植物界          | 植物界            | 菌界                  | 真核生物          | アーキア ただし真核生物は古細菌から分岐したもので、１行目以外が真核生物に対応 | 菌界                     | キノコ、カビ             |
| 植物界          | 植物界            | 植物界                | 真核生物          | アーキア ただし真核生物は古細菌から分岐したもので、１行目以外が真核生物に対応 | 植物界                   | コケ類、シダ類、種子植物 |
| 動物界          | 動物界            | 動物界                | 真核生物          | アーキア ただし真核生物は古細菌から分岐したもので、１行目以外が真核生物に対応 | 動物界                   | 無脊椎動物、脊椎動物     |

上の表の「動物界」、「植物界」などに登場する「界」という語は、生物の分類階級の一つで、かつては最上位の分類階級として位置づけられていた。それに対し3ドメイン説ではまず生物全体を3つのドメインに分け、これらドメインよりも下位の分類階級として「界」を扱う。なお、日本の初等教育では3ドメイン説以前の二界説（2011年まで）ないし五界説（2012年以降）に基づいて生物の分類を説明している。

### 真核生物の大分類群
真核生物ドメイン内の大分類についても、
分子系統解析の成果に基づいた分類体系が提案・発表されている。
下に国際原生生物学会による分類体系(Adl et al. 2019)の概観を示す。この分類体系では、入れ子状の分類群が定義され階層をなしているが、分類群に「界」や「門」といった階級は付与されていない。
真核生物ドメイン内の大きい（系統的）分類群はスーパーグループなどと呼ばれている。
- 真核生物
  - アモルフェア Amorphea
    - アメーボゾア Amoebozoa
アメーバや粘菌を含む系統。（注: アメーバや粘菌のすべてがここに含まれるわけではない）
    - オピストコンタ Opisthokonta
後生動物、真菌、および近縁な原生生物 (襟鞭毛虫、ヌクレアリア類など) を含む系統。
    - （その他）

  - ディアフォレティケス Diaphoretickes
    - アーケプラスチダ Archaeplastida
灰色藻類、紅藻類、緑色植物 (緑藻および陸上植物) を含む系統。
    - SAR Sar
ストラメノパイル、アルベオラータ、リザリア を含む系統。
    - ハプチスタ Haptista
    - クリプチスタ Cryptista
    - （その他）

  - ディスコバ Discoba
  - メタモナダ Metamonada
  - クルムス CRuMs
  - （その他）

## 分類階級
伝統的に生物の分類群には門（phylum/division）・綱・目・科 といった「階級」をつけて呼ばれることが多い。
これら伝統的な分類階級は、人が扱いやすくするための人為的なものである側面があることに注意する必要がある。ただし、さまざまな分野で伝統的な分類体系を系統学の知見を反映させた体系に組替える動きが盛んである。
以下では現時点で生物分類でほぼ一般的に使われている分類体系の枠組みを記述する。
| 和名      | 英名              | ラテン語名       | 例：ヒト                    | 例：ローズマリー           | 例：エノキタケ          | 例：大腸菌                 | 例：A. ペルニクス          |
| ドメイン: | domain:           | regio:           | 真核生物                    | 真核生物                   | 真核生物                | 細菌                       | 古細菌                     |
| 界:       | kingdom:          | regnum:          | 動物界                      | 植物界                     | 菌界                    | なし                       | プロテオ古細菌界           |
| 門:       | phylum /division: | phylum /divisio: | 脊索動物門 （脊椎動物亜門） | 被子植物門                 | 担子菌門                | プロテオバクテリア門       | クレン古細菌門             |
| 綱:       | class:            | classis:         | 哺乳綱                      | 双子葉植物綱               | 菌蕈綱                  | γプロテオバクテリア綱      | テルモプロテウス綱         |
| 目:       | order:            | ordo:            | サル目                      | シソ目                     | ハラタケ目              | エンテロバクター目         | デスルフロコックス目       |
| 科:       | family:           | familia:         | ヒト科                      | シソ科                     | キシメジ科              | 腸内細菌科                 | デスルフロコックス科       |
| 属:       | genus:            | genus:           | ヒト属 Homo                 | ローズマリー属 Rosemarinus | エノキタケ属 Flammulina | エスケリキア属 Escherichia | アエロピュルム属 Aeropyrum |
| 種:       | species:          | species:         | H. sapiens                  | R. officinalis             | F. velutipes            | E. coli                    | A. pernix                  |

- 門は、動物学と細菌学ではphylum、植物学、菌類学ではdivision/divisioと使い分ける。
- 中間的分類が必要なときの階級名は、その分類単位よりも上位の分類には、巨 (magn-)・上 (super-)・大 (grand-) を、下位の分類には、亜 (sub-)・下 (infra-)・小 (Parv-) などの接頭語を各階級の頭につけて生成させる。
- subfamily（亜科）とgenus（属）の間をさらに細分する必要があるときは、tribe（動物では族、植物では連）を使う。
- subgenus（亜属）とspecies（種）の間をさらに細分する必要があるときは、section（節）を使う。

### 階級別の学名の接尾辞
属より上位の階級の学名には、植物・藻類・菌類については国際藻類・菌類・植物命名規約、動物・原生動物では国際動物命名規約、細菌・古細菌では国際原核生物命名規約で定められた規則的な接尾辞（語尾）が付けられている。
| 分類階級 rank | 分類階級 rank         | 接尾辞 suffix / 語尾 termination | 接尾辞 suffix / 語尾 termination | 接尾辞 suffix / 語尾 termination | 接尾辞 suffix / 語尾 termination | 接尾辞 suffix / 語尾 termination |
| 分類階級 rank | 分類階級 rank         | 植物 （ICN）                     | 藻類 （ICN）                     | 菌類 （ICN）                     | 動物 （ICZN）                    | 細菌・古細菌 （ICNP）            |
| 門            | Division/Phylum       | -phyta                           | -phyta                           | -ota                             |                                  |                                  |
| 亜門          | Subdivision/Subphylum | -phytina                         | -phytina                         |                                  |                                  |                                  |
| 綱            | Class                 | -opsida                          | -phyceae                         | -ia                              |                                  | -ia                              |
| 亜綱          | Subclass              | -idae                            | -phycidae                        |                                  |                                  | -idae                            |
| 目            | Order                 | -ales                            | -ales                            | -ales                            |                                  | -ales                            |
| 亜目          | Suborder              | -ineae                           | -ineae                           | -ineae                           |                                  | -ineae                           |
| 上科          | Superfamily           |                                  |                                  |                                  | -oidea                           |                                  |
| 科            | Family                | -aceae                           | -aceae                           | -aceae                           | -idae                            | -aceae                           |
| 亜科          | Subfamily             | -oideae                          | -oideae                          | -oideae                          | -inae                            | -oideae                          |
| 族            | Tribe                 | -eae                             | -eae                             | -eae                             | -ini                             | -eae                             |
| 亜族          | Subtribe              | -inae                            | -inae                            | -inae                            | -ina                             | -inae                            |

分類群によっては慣習的に、よく使われる語尾がある。たとえば、動物門の -zoa、綱の -morpha、目の -iformes、-ida、古細菌門の -archaeota などである。しかしこれらはルールではなく、例外が多い。原核生物では門の語尾を-aeotaに統一する提案が出されており、2018年以降に提唱された門はこの語尾を持つことが多い。さらに、2021年に原核生物では門の語尾を-otaに統一することがICSPで決定された。

## 一般的分類例

### 原核生物

#### 細菌（ドメイン：バクテリア）
- アキドバクテリウム門
- アクイフェックス門
- アクチノバクテリア門
- エルシミクロビウム門
- カルディセリクム門
- クラミジア門
- クロロビウム門
- クロロフレクサス門
- クリシオゲネス門
- サーモデスルフォバクテリア門
- シアノバクテリア門
- ゲマティモナス門
- シネルギステス門
- スピロヘータ門
- ディクチオグロムス門
- デイノコッカス-サーマス門
- テネリクテス門
- デフェリバクター門
- テルモトガ門
- ニトロスピラ門
- バクテロイデス門
- フィルミクテス門
- フィブロバクター門
- フソバクテリウム門
- プランクトミケス門
- プロテオバクテリア門
- ウェルコミクロビウム門
- レンティスファエラ門

#### 古細菌（ドメイン：アーキア）
- クレン古細菌門
- ユーリ古細菌門
- タウム古細菌門

### 真核生物

#### 原生生物界
- 藻類
  - 緑藻
  - 褐藻
  - 紅藻
  - 珪藻類
  - ユーグレナ植物門
  - クリプト植物門
  - 渦鞭毛植物門
- 原生動物
  - 繊毛虫門
  - 根足虫類
    - アメーバ
    - 有孔虫
    - 太陽虫
    - 放散虫

  - 胞子虫門
    - アピコンプレクサ
    - 微胞子虫
    - 粘液胞子虫

  - 鞭毛虫
    - トリパノソーマ類
    - 襟鞭毛虫
    - 超鞭毛虫
    - 多鞭毛虫
- その他
  - 変形菌門
  - 細胞性粘菌
  - ラビリンチュラ
  - 二毛菌門

#### 植物界
- 緑藻植物門
- 車軸藻植物門
- コケ植物
- 維管束植物
  - 古マツバラン門
  - ヒカゲノカズラ門
  - シダ植物門
  - 種子植物
    - 裸子植物
    - 被子植物（モクレン門）
      - 双子葉植物綱（モクレン綱）
      - 単子葉植物綱（ユリ綱）

#### 菌界
- ツボカビ門（ツボカビ）
- 接合菌門（ケカビ、クモノスカビ）
- 子嚢菌門（酵母、アカパンカビ）
- 担子菌門（キノコ）
- 不完全菌（アオカビなど。現在は分類群としては認めない）
- 地衣植物門（菌類と藻類の共生体・学名は菌類のもの）

#### 動物界
- 海綿動物門
- 平板動物門（センモウヒラムシ）
- 刺胞動物門（クラゲ、イソギンチャク、サンゴ）
- 有櫛動物門（クシクラゲ）
- 中生動物門（ニハイチュウ）
- 扁形動物門（ウズムシ、プラナリア）
- 紐形動物門（ヒモムシ）
- 顎口動物門
- 腹毛動物門
- 輪形動物門（ワムシ）
- 動吻動物門
- 鉤頭動物門
- 内肛動物門
- 線形動物門（回虫、C. elegans）
- 類線形動物門（ハリガネムシ）
- 外肛動物門
- 箒虫動物門
- 腕足動物門
- 軟体動物門（貝、イカ、タコ）
- 鰓曳動物門
- 星口動物門（ホシムシ）
- ユムシ動物門
- 環形動物門（ミミズ、ゴカイ）
- 緩歩動物門（クマムシ）
- 五口動物門
- 有爪動物門（カギムシ）
- 節足動物門
  - 鋏角亜門
    - ウミグモ上綱（ウミグモ）
    - カブトガニ上綱（カブトガニ）
    - クモ上綱（クモ、サソリ）

  - 甲殻亜門（エビ、カニ）
  - 多足亜門
    - ムカデ綱（唇脚綱、ムカデ）
    - コムカデ綱（結合綱、コムカデ）
    - エダヒゲムシ綱（少脚綱、エダヒゲムシ）
    - ヤスデ綱（倍脚綱、ヤスデ）

  - 六脚亜門
    - 内顎綱
    - 外顎綱（昆虫綱）
- 棘皮動物門（ウニ、ヒトデ、クモヒトデ、ナマコ、ウミユリ）
- 毛顎動物門（ヤムシ）
- 半索動物門（ギボシムシ）
- 脊索動物門
  - 尾索動物亜門（ホヤ）
  - 頭索動物亜門（ナメクジウオ）
  - 脊椎動物亜門
    - 無顎上綱
      - ヌタウナギ綱
      - 頭甲綱（ヤツメウナギ）

    - 顎口上綱
      - 軟骨魚綱（サメ、エイ、ギンザメ）
      - 肉鰭綱（シーラカンス、ハイギョ）
      - 条鰭綱
      - 両生綱
      - 爬虫綱
      - 哺乳綱
      - 鳥綱

## 分子系統学的分類例

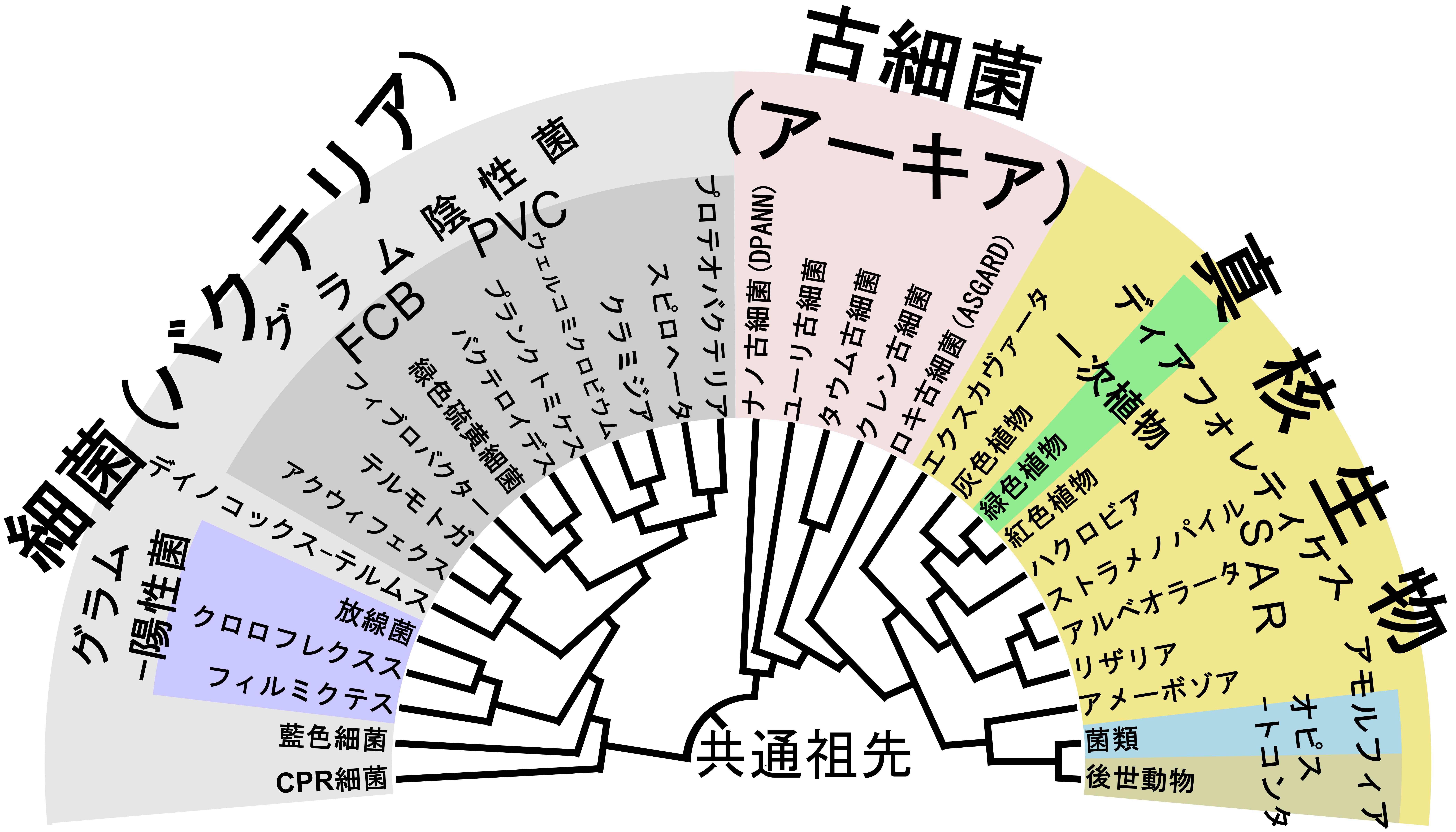
全生物を対象にした系統樹の1例。色は生物分類表に従っている

20世紀後半から勃興した、タンパク質のアミノ酸配列や核酸の塩基配列決定法の技術、そしてそのデータを用いて系統の類縁関係を推定する解析手法の進展に伴って、従来の生物系統分類法は大きな変革を迫られている。特に、これまで他のグループに所属させることができないために一括りに分類されていた、原生生物や藻類、一部の菌類につき系統が大幅に見直されつつある。学問上は二界説ないし五界説は既に瓦解したと言っても過言ではない。ここではキャヴァリエ＝スミス (Thomas Cavalier-Smith) らが中心となって提唱している分子系統学的分類の一例を示す（ただし現生生物のみ）。従来の界、門、綱との整合性は今後の課題である。この分野は現在さらに進展しつつあるため、今後も大小の変更があり得る。
- 細菌 (Bacteria) エステル型脂質を持つ原核生物、ムレイン細胞壁
  - テルモトガ門 (Thermotogae)
  - アクウィフェクス門 (Aquificae)
  - テッラバクテリア (Terrabacteria) グラム陽性関連細菌及び藍色細菌
    - 藍色細菌 (Cyanobacteria) 酸素発生型光合成細菌
    - クロロフレクサス門 (Chloroflexi)
    - デイノコックス・テルムス門 (Deinococcus-Thermus)
    - フィルミクテス門 (Firmicutes) グラム陽性低GC含量。芽胞形成
    - 放線菌 (Actinobacteria) グラム陽性高GC含量。菌糸及び胞子形成

  - グラム陰性菌コア（ヒュドロバクテリア、グラキリクテス）
    - FCB群
      - 緑色硫黄細菌 (Chlorobi)
      - バクテロイデス門 (Bacteroidetes)

    - PVC群
      - クラミジア門 (Chlamydiae)
      - ウェルコミクロビウム門 (Verrucomicrobia)
      - プランクトミケス門 (Planctomycetes)
      - レンティスファエラ門 (Lentisphaerae)

    - プロテオバクテリア (Proteobacteria)
    - スピロヘータ門 (Spirochetes)

  - CPR群 巨大な未培養系統
- 古細菌 (Archaea) （他生物に対して対掌体の）エーテル型脂質を持つ原核生物。
  - ユーリ古細菌 (Euryarchaeota) Zリングによる細胞分裂
  - DPANN群 (DPANN group) 未培養系統
    - ナノ古細菌 (Nanoarchaeota)
    - ナノ好塩古細菌 (Nanohaloarchaeota)
    - パルウ古細菌 (Parvarchaeota)

  - プロテオ古細菌 (Proteoarchaeota) / ESCRT複合体による細胞分裂
    - TACK群 (TACK gropu)
      - タウム古細菌 (Thaumarchaeota)
      - クレン古細菌 (Crenarchaeota)
      - コル古細菌 (Korarchaeota) 未培養系統

    - アスガルド古細菌 (Asgardarchaeota)未培養系統
      - ロキ古細菌 (Lokiarchaeota)
      - ヘイムダル古細菌 (Heimdallarchaeota)
      - トール古細菌 (Thorarchaeota)
      - オーディン古細菌 (Odinarchaeota)
      - 真核生物本体
- 真核生物 (Eukaryote) 核膜有り、線状染色体、細胞骨格・原形質流動有り、80Sリボソーム、有糸分裂有り
  - バイコンタ (Bikonta) 2本鞭毛を持つ真核生物（退化により持たないものも有り）
    - 植物（狭義、一次植物）(Plantae, Archaeplastida) 一次共生により葉緑体を獲得した真核生物の直系の子孫、板状ミトコンドリアクリステ、葉緑体包膜が2重
      - 緑色植物 (Viridiplantae)：被子植物、裸子植物、シダ植物、コケ植物、シャジクモ藻類、緑藻類
      - 灰色植物 (Glaucophyta)
      - 紅色植物 (Rhodophyta)：紅藻類

    - 盤状クリステ類 (Discicristatae) 盤状ミトコンドリアクリステ、エクスカヴェートに含める意見有り
      - ユーグレノゾア (Euglenozoa)：ユーグレナ植物、キネトプラスト類
      - ヘテロロボサ (Heterolobosea)：ネグレリア類、アクラシス類
      - ジャコバ類 (Jacobea) ミトコンドリアクリステは板状

    - エクスカヴェート (Excavates) 細胞腹側に深くえぐれた捕食装置を有する真核生物の一群
      - マラウイモナス (Malawimonas) 盤状クリステ類の可能性あり
      - トリコゾア類 (Trichozoa)：ディプロモナス類、レトルタモナス類、パラバサリア類
      - アネロモナス類 (Anaeromonada)：オキシモナス類

    - ストラメノパイル (Stramenopiles) 中空の鞭毛小毛を有する真核生物の一群、アルベオラータを含めてクロマルヴェオラータ (Chromalveolata) とする意見有り
      - 無殻太陽虫類 (Actinophryida)
      - オパリナ類 (Opalozoa)
      - ラビリンチュラ類 (Labyrinthista)
      - ビコソエカ（ビコエカ）類 (Bicosoecales, Bicoecales)
      - プラシディア類 (Placididea)
      - デヴェロパエラ (Developayella)
      - 卵菌類 (Oomycetes)：ツユカビ類、ミズカビ類
      - サカゲツボカビ類 (Hyphochytriomycetes)
      - 不等毛植物類（黄色植物類）(Heterokontophyta, Chromophyta)：褐藻類、珪藻類

    - アルベオラータ (Alveolata) 細胞膜直下に扁平な小胞を有する真核生物の一群
      - 繊毛虫類 (Ciliata)：ラッパムシ類、ゾウリムシ、ツリガネムシ
      - アピコンプレクサ類 (Apicomplexa)：マラリア原虫、トキソプラズマ、クリプトスポリジウム
      - 渦鞭毛藻類 (Dinophyta) 例：褐虫藻、ヤコウチュウ

    - リザリア (Rhizaria) 分子情報による類縁、アメーバ状生物が多いが全てに共通する形態的特性は無い
      - レタリア (Retaria)：有孔虫類、放散虫類、一部の太陽虫類
      - ケルコゾア (Cercozoa)：ケルコモナス類、クロララクニオン藻類、ネコブカビ類、ユーグリファ類

    - 所属不明
      - クリプト植物 (Cryptophyta) 独立の界とする研究例有り
      - ハプト植物 (Haptophyta) 植物に近縁とする研究例有り
      - アプソゾア類 (Apusozoa)
      - 有中心粒類 (Centrohelida) バイコンタとアメーボゾアの間に位置するという研究例有り

  - ユニコンタ (Unikonta) 1本鞭毛を持つ真核生物（真菌類は退化して鞭毛を持たない）
    - アメーボゾア (Amoebozoa) 分子情報による類縁、アメーバ状生物が多い （アメーボゾアとバイコンタを統合してアンテロコンタ (Anterokonta) とする説有り）
      - 葉状仮足類（ロボサ）(Lobosa)：アメーバ類
      - コノサ (Conosa)：変形菌、タマホコリカビ類、アカントアメーバ類、エントアメーバ類、ペロビオンタ類

    - オピストコンタ (Opisthokonta) 鞭毛を後方にして運動する真核生物
      - 菌類 (Fungi)：子嚢菌類、担子菌類、微胞子虫類
      - メソミセトゾア (Mesomycetozoa)：イクチオスポラ類
      - コアノゾア (Choanozoa) 例：襟鞭毛虫類
      - 後生動物 (Metazoa) 例：海綿動物、刺胞動物、脱皮動物（線形動物、節足動物）、冠輪動物（扁形動物、環形動物、軟体動物）、後口（新口）動物（棘皮動物、半索動物、脊索動物）

## 歴史

### アリストテレスの分類
どのような分類体系が合理的かは、アリストテレス以来さまざまな工夫がされ、案が出されてきた。彼の『動物誌』では動物分類は次のようになる。
1. 有血動物
  1. 胎生
    1. 人類
    2. 胎生四足類
    3. 鯨類

  2. 卵胎生
    1. 軟骨魚類

  3. 卵生
    1. 鳥類
    2. 卵生四足類
    3. 無足類

  4. 不完全卵生
    1. 魚類
2. 無血動物
  1. 不完全卵生
    1. 軟体類
    2. 軟殻類

  2. 蛆生あるいは自然発生
    1. 有節類

  3. 無性生殖または自然発生
    1. 殻は類
    2. その他

アリストテレスの権威が絶対とされた中世は、この動物分類が支配的であった。

### リンネの分類
近代的な分類法の刷新はリンネから始まった。
リンネは種の学名に二名法（属名と種小名の2語で表す）を採用し、分類を体系づけた。また、属・種の上位分類として、綱・目を設けて、階層的な分類体系とした。
現在の生物分類でもこのルールは変わっていないが、リンネの時代に比べると階層構造はより多段階となっている（後述）。
しかしリンネの分類自体が現在もそのまま生きているわけではない。例えば、リンネはクジラを魚類に分類していたがこれは誤りであった。また植物をおしべの本数を元に分類したことは有名だが、現在の植物分類ではこの分類手法は捨てられている。
また、リンネの時代には「進化」の概念がなかったため、リンネの分類はあくまでも形態の類似異同の差異による操作に限られる限界があった。

### 五界説
五界説は、生物の分類体系のひとつで、生物全体を五つの界に分けるものである。特にロバート・ホイッタカーのものが有名。

### ドメインの提唱
1937年、シャットン (E. Chatton) は、生物全体を原核生物 Prokaryota と真核生物 Eukaryota の2つの empire に分類した。
1990年、ウーズは、原核生物を細菌（バクテリア）と古細菌（アーキア）に分割し、また階級名をドメインとした。ウーズによれば、生物全体は、細菌、アーキア、真核生物に分かれる。